# Distretto di Rong Kwang
Il distretto di Rong Kwang (in thailandese: ร้องกวาง) è un distretto (amphoe) della Thailandia, situato nella provincia di Phrae.